# Čížečku, čížečku
Čížečku, čížečku je česká lidová píseň. 

## Popis
Jedná se o tradiční českou lidovou píseň a dětskou hru. V minulosti měla sloužit ke zvýšení výnosu máku.

## Text
Čížečku, čížečku, ptáčku maličký,
pověz mi čížečku, jak sejou mák?

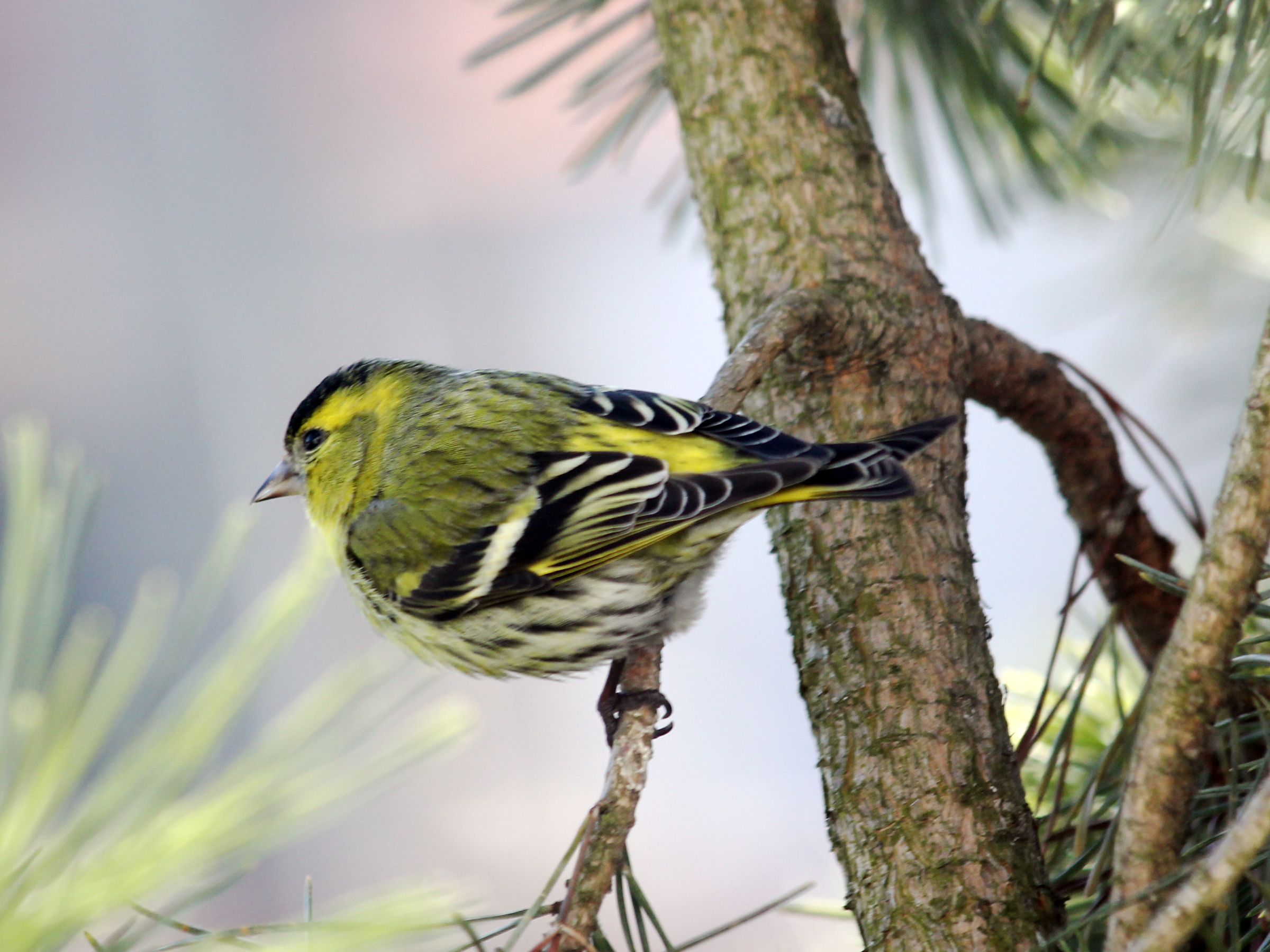
Čížek lesní (Spinus spinus, syn. Carduelis spinus) o kterém se v písní zpívá

Aj tak, tak sejou mák, aj tak, tak sejou mák,
aj tak, tak sejou mák, tak sejou mák.

Píseň má mnoho dalších slok, v dalších slokách je slovo sejou zaměňováno. Jelikož se jedná o píseň lidovou mohou se jednotlivé verze měnit. Například je zaměňováno za slova roste, kvete, plejou, zraje, lámou, jedí nebo roste, kvete, tlučou, jedí. 
Je-li píseň brána jako dětská hra, děti postupně předvádějí činnosti, které se v písni zmiňují.